# Fritz Perls
 (juin 2023).
Fritz Perls (ou Friedrich Salomon Perls de son nom de naissance) né le 8 juillet 1893 à Berlin et mort le 14 mars 1970 à Chicago, est un psychiatre et psychothérapeute allemand. Il invente la notion de Gestalt-thérapie,, qu'il a élaborée à partir de 1942 en collaboration avec son épouse, Laura Posner Perls et avec Paul Goodman.

## Biographie
Psychiatre et psychothérapeute, il commence sa carrière en 1926 dans un institut où il traite des soldats qui ont des lésions cérébrales. Il est influencé par Hans-Jurgen Walter et le mouvement des gestaltistes. En 1933, il s'exile aux Pays-Bas. L'année suivante, il décide d'aller vivre en Afrique du Sud où il commence à élaborer sa Gestalt-thérapie. En 1946, il émigre aux États-Unis. Peu de temps après son arrivée, il fonde avec son épouse Laura l'Institute of Gestalt Therapy à New York. Jusqu'à sa mort, il continue d'approfondir sa théorie.

## Publications
- Le Moi, la faim et l'agressivité (Ego, Hunger, and Aggression: A Revision of Freud's Theory and Method), 1942
- Gestalt thérapie : vers une théorie du self : nouveauté, excitation et croissance[3] (Gestalt Therapy: Excitement and Growth in the Human Personality), 1951
- Ma Gestalt-thérapie: une-poubelle-vue-du-dehors-et-du-dedans (In and Out of the Garbage Pail), 1969
- Rêves et existence en gestalt thérapie (Gestalt Therapy Verbatim), 1969
- Manuel de Gestalt-thérapie : la Gestalt : un nouveau regard sur l'homme (The Gestalt Approach and Eye Witness to Therapy), 1973